# Guerras del Opio
Las guerras del Opio (en chino tradicional, 鴉片戰爭; en chino simplificado, 鸦片战争; pinyin, Yāpiàn Zhànzhēng) o las guerras anglo-chinas fueron dos conflictos bélicos que ocurrieron en el siglo XIX entre los imperios chino y británico. La primera duró entre 1839 y 1842. La segunda, en la que Francia se implicó con los británicos, estalló en 1856 y duró hasta 1860. Sus causas fueron los intereses comerciales que crearon el contrabando británico de opio en la India y en China y los esfuerzos del gobierno chino por imponer sus leyes a ese comercio.
La derrota china en las dos guerras forzó al gobierno a tolerar el comercio de opio. Los británicos coaccionaron a los chinos para firmar los Tratados Desiguales, abriendo varios puertos al comercio exterior y anexionándose Hong Kong (ver Tratado de Nankín y cesión de Hong Kong al Reino Unido). Portugal siguió a los británicos, forzando términos de intercambio desiguales a China y la ampliación de Macao, bajo dominio portugués desde el siglo XVI.
Lo anterior contribuyó a la Rebelión Taiping a mediados del siglo XIX, la Rebelión de los Bóxers a principios del XX, y la caída de la Dinastía Qing en 1912. También provocó el relativo aislamiento chino respecto a Occidente.

## Comercio chino
El comercio marítimo más directo entre Europa y el Imperio chino comenzó en el siglo XVI, después de que los portugueses establecieran la colonia de Goa en la India, y poco después la de Macao en el sur de China. Después de la conquista española de las Filipinas, el ritmo del intercambio entre China y Occidente se aceleró drásticamente. El Galeón de Manila llegó a transportar más plata a China que la Ruta de la Seda.
Desde China se intentó limitar a un mínimo el contacto con el mundo exterior. Los chinos solo permitieron el comercio por el puerto de Cantón. Se establecieron monopolios y trámites rigurosos para restringir el flujo del comercio, teniendo como resultado altos precios de venta para los artículos importados y demanda limitada.
El Imperio mogol empezó a vender opio a los chinos hasta que fue sucedido por la implantación de la Compañía Británica de las Indias Orientales en Bengala y monopolizó el comercio.[cita requerida] Desde Indonesia, a través de la Compañía Neerlandesa de las Indias Orientales, ese país había favorecido a su vez este comercio hacia China, siendo realmente el modelo del tráfico exitoso del opio y su uso para compensar el enorme déficit comercial con China.
A causa de la alta demanda de té, seda y porcelana en el Reino Unido y la baja demanda de mercancías británicas en China, Gran Bretaña tenía un gran déficit comercial con China y debía pagar estos artículos con plata. Gran Bretaña comenzó a exportar ilegalmente opio a China desde la India Británica en el siglo XVIII para contrarrestar su déficit. El comercio del opio creció rápidamente, y el flujo de plata comenzó a reducirse. El emperador Daoguang prohibió la venta y el consumo de opio en 1829 a causa del gran número de adictos.
La disputa se desató debido al comercio del opio, el cual se veía desde ambos lados de maneras muy distintas. El emperador censuró el opio en China por el efecto negativo de este en la población. Los británicos, en cambio, veían al opio como el mercado ideal que los ayudaría a compensar el gran comercio con China. Estas guerras y los subsiguientes tratados firmados entre las potencias dieron como resultado que varios puertos de China se abrieran al comercio con Occidente, lo que condujo en parte a la caída de la economía china. Estas guerras se consideran la primera guerra de drogas.

## Crecimiento del comercio del opio

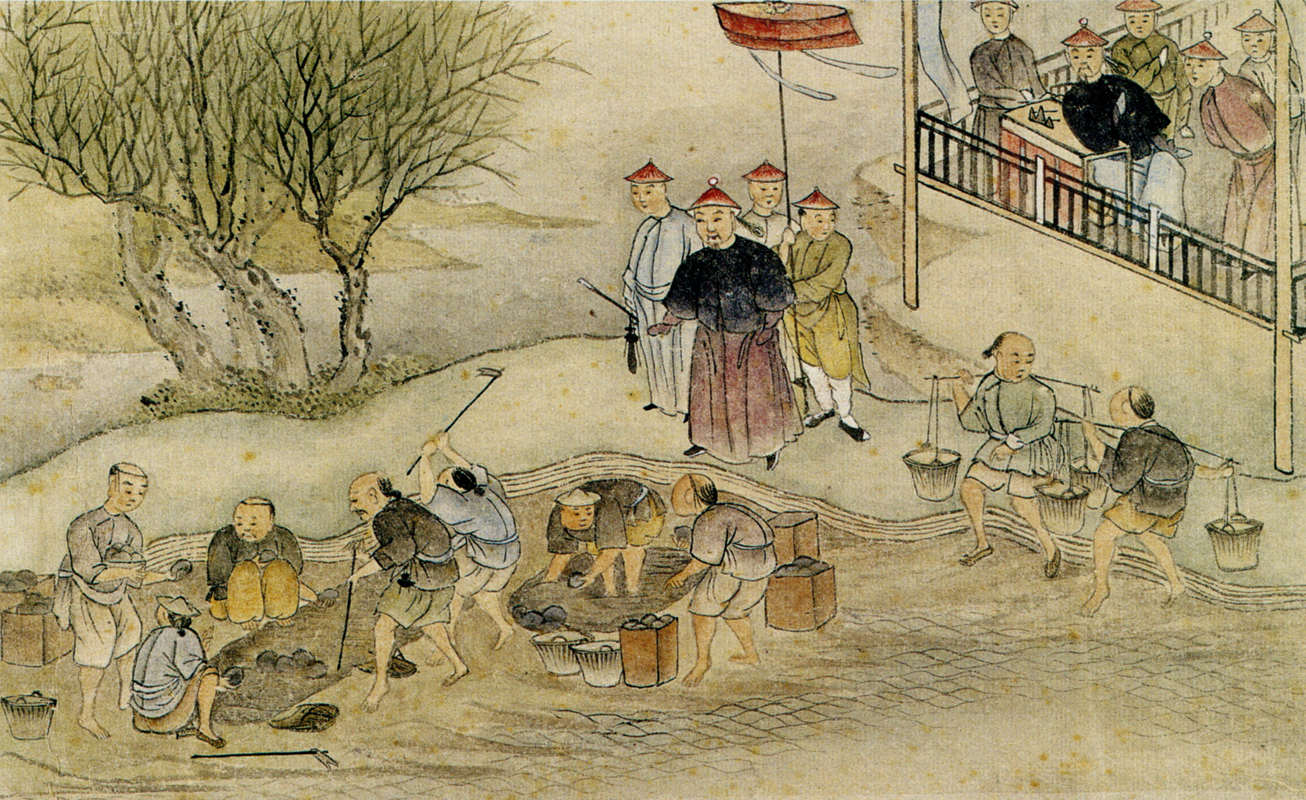
Funcionarios chinos destruyen una partida del opio importado.

A la dinastía imperial china la asediaban, cada vez con más insistencia, las potencias extranjeras que demandaban un mayor comercio bilateral con China, tras una gran caída a principios del siglo XIX.
Los europeos compraban porcelana, seda, condimentos y té chinos, pero eran incapaces de vender algún bien de interés para China. En lugar de eso, se veían obligados a pagar con plata, lo cual significaba un gran esfuerzo para las ya apretadas finanzas europeas provocadas por las guerras napoleónicas.
El opio era producido en China desde el siglo XV. Se mezclaba con tabaco en un proceso inventado por los españoles, que luego fue dominado por los neerlandeses en el siglo XVII y generalizado de forma masiva por los británicos en el XVIII. Al observar los problemas de salud y sociales vinculados con su consumo, el gobierno imperial chino lo prohibió en 1829.
Los británicos comenzaron a producir opio a mediados del siglo XVIII en la India en cantidades significativas. Aprendieron el arte de los mogoles, quienes comerciaban con esa sustancia al menos desde el reino de Akbar (1556-1605), e iniciaron su intercambio por plata en el sur de China.
Los británicos observaron las grandes ganancias que potencialmente traería ese mercado (previamente dominado por Yakarta, entonces una colonia de los Países Bajos) al invadir Bengala en 1764. Las ganancias se acercaban al 400 por ciento y la amapola crecía casi en todas partes.
Las exportaciones de opio de los británicos crecieron vertiginosamente, de aproximadamente 15 toneladas en 1730 a 75 toneladas en 1773, embarcadas en más de 2000 cajas con 70 kg cada una.
Los productos triangulaban de la siguiente manera:
- Se transportaba el opio cultivado en el Imperio otomano, Persia y la India al Imperio chino.
- Se pagaban con opio las porcelanas, sedas y té.
- Estas se llevaban a la Costa Este de los Estados Unidos y al Reino Unido, en donde se cobraban, y con las ganancias obtenidas se iba a Turquía y la India para comprar más opio.

En la primavera de 1830, ante el alarmante y desenfrenado abuso del comercio del opio en China, el Emperador Daoguang ordenó a Lin Hse Tsu que combatiera rápidamente esta plaga, y este respondió atajando la corrupción del funcionariado imperial y ordenando la destrucción de más de 20 000 cajas de opio.
Lin Hse Tsu envió una carta a la Reina Victoria pidiéndole que respetara las reglas del comercio internacional y no comerciara con sustancias tóxicas.

Pero existe una categoría de extranjeros malhechores que fabrican opio y lo traen a nuestro país para venderlo, incitando a los necios a destruirse a sí mismos, simplemente con el fin de sacar provecho. (...) ahora el vicio se ha extendido por todas partes y el veneno va penetrando cada vez más profundamente (...) Por este motivo, hemos decidido castigar con penas muy graves a los mercaderes y a los fumadores de opio, con el fin de poner término definitivamente a la propagación de este vicio. (...)
Todo opio que se descubra en China se echará en aceite hirviendo y se destruirá. En lo sucesivo, todo barco extranjero que llegue con opio a bordo será incendiado (...) Lin Hse Tsu. Carta a la reina Victoria. 1839.

En el año 1865 se crea el banco HSBC para administrar las ganancias generadas por el tráfico de opio.

## Escalada de tensiones
Tras la incautación del opio por parte del gobernador de Cantón (Lin Hse Tsu) y el envío de la carta abierta a la Reina Victoria el gobierno acusó a China de destruir mercancías británicas con lo que fue el principio de una serie de escalada de tensiones.
- El 7 de julio de 1839 marineros británicos y estadounidenses produjeron serios altercados en Kowloon (Hong Kong), el castigo demandado por Lin Hse Tsu no fue el impuesto por los británicos.
- Como respuesta el 15 de agosto del mismo año se cortaron los suministros de víveres y trabajadores a los británicos.
- El 4 de septiembre un pequeño barco británico armado y con suministros llegó a Kowloon pero el bloqueo chino impidió que desembarcara, en noviembre dos barcos británicos procedentes de Singapur, sin relación alguna con el comercio de opio, llegaron a Cantón.
- Se produjo un enfrentamiento (junto con otros barcos británicos que realizaban un bloqueo comercial a China comandados por Charles Elliot) debido a lo que fue atribuido por los chinos como "confusión" pues los capitanes de los dos barcos firmaron el documento exigido por los chinos declarando no estar relacionados con el tráfico de opio. Este fue el primer episodio bélico de las llamadas Guerras del Opio.[7]